# Piotr Gadzinowski
Piotr Gadzinowski (Phát âm tiếng Ba Lan: [ˈpʲɔtr ɡadʑiˈnɔfskʲi]), ông sinh ngày 16 tháng 5 năm 1957 tại Częstochowa. Ông là nhà báo người Ba Lan, chính trị gia thuộc Đảng Cánh tả và là Đại biểu Quốc hội Ba Lan các nhiệm kỳ III (2001-2005) , IV (2005-2007) và V (2007-2011).

## Tiểu sử

### Sự nghiệp báo chí
Piotr Gadzinowski tốt nghiệp tại Khoa Báo chí và Khoa học Chính trị tại Đại học Warsaw. Năm 1990, ông trở thành Tổng biên tập của tờ báo "etc", một tạp chí dành cho sinh viên được xuất bản bởi Hiệp hội Sinh viên Ba Lan trong những năm 1961–1990. Sau đó ông cũng là nhà báo cho các tờ báo như nhật báo"Trybuna " (1990-2004), tuần báo " Przegląd " (1995 - 2007) và "Teraz".
Từ cuối năm 1990 đến năm 2008, ông làm việc tại tuần báo "Nie" của Jerzy Urban với vai trò phó tổng biên tập.
Trong giai đoạn 1997-2007, khi ông là thành viên của Quốc hội Ba Lan, ông chỉ viết một vài bài báo và các chuyên mục về ngoại giao.
Ông cũng là tác giả của đầu sách "Hồng Kông: Hậu trường của Nghị viện Ba Lan", một tập hợp các mục báo với tựa đề "Con quỷ nói tiếng Ba Lan". Năm 2017, ông trở thành tổng biên tập của "Dziennik Trybuna", và vào năm 2020, ông trở thành cộng tác viên của tuần báo " Fakty po Mitach " .
Ông là người đồng tổ chức chương trình "Godzina z Gadzina w Antyradiu", đồng thời cũng là người đồng sáng lập, nhà báo và phó tổng biên tập của Lewica24.pl . Ông cũng bắt đầu giảng dạy khoa học chính trị tại Học viện Kinh tế Radom từ năm 2013 - 2014.

### Sự nghiệp chính trị
Trong những năm 1981–1990, ông thuộc Đảng Công nhân Thống nhất Ba Lan . Từ năm 1991 đến 2005, ông là chủ tịch của Sáng kiến Châu Âu Độc lập "NIE", một tổ chức thuộc ủy ban bầu cử SLD  . Sau đó, ông trở thành thành viên của Hiệp hội "Ordynacka" . Vào năm 1999, ông tham gia Liên minh Cánh tả Dân chủ.
Trong giai đoạn 1997–2007, ông là thành viên của Quốc hội Ba Lan nhiệm kỳ III, IV và V. Năm 2004, ông tranh cử không thành công vào Nghị viện Châu Âu từ danh sách liên minh của Liên minh Cánh tả Dân chủ - Unia Pracy. Trong cuộc bầu cử quốc hội năm 2005, ông ra khỏi danh sách SLD ở khu vực bầu cử Warsaw, dù nhận được 11.650 phiếu bầu. Trong Quốc Hội, ông nằm trong Ủy ban Văn hóa và Truyền thông và Ủy ban Các vấn đề Châu Âu. Ngoài ra, ông là Chủ tịch và sau đó là Phó Chủ tịch Nhóm Nghị sĩ Ba Lan - Việt Nam, ông cũng đứng đầu các nhóm nghị sĩ khác (bao gồm cả Trung Quốc và Campuchia). Ông đại diện cho Quốc hội Ba Lan trong Hội đồng Nghị viện của Hội đồng Châu Âu, bao gồm vị trí phó chủ tịch của Tiểu ban về "Bình đẳng giới trong khởi nghiệp". Ông cũng là một quan sát viên trong Nghị viện Châu Âu, và trong khoảng thời gian từ ngày 1 tháng 5 đến ngày 19 tháng 7, ông là một MEP với tư cách là một phần của phái đoàn quốc gia.
Trong cuộc bầu cử quốc hội sớm năm 2007, ông tái tranh cử không thành công trong danh sách đảng Cánh tả và đảng Dân chủ . Sau đó ông trở lại với công việc báo chí. Tháng 5 năm 2008, ông trở thành phó chủ tịch hội đồng chương trình TVP . 

## Giải thưởng
- Huy chương Bạc "Zasłużony Kulturze Gloria Artis"  (2005) cho cá nhân nổi bật trong lĩnh vực sáng tạo nghệ thuật, hoạt động văn hóa hoặc bảo vệ văn hóa và di sản quốc gia.[10]
- Chiến thắng giải thưởng "Silver Mouth" (2006) cho bài phát biểu dí dỏm nhất tại Thượng viện Cộng hòa Ba Lan.
- Chiến thắng cuộc thi viết kịch bản "Interscenario 2010" cho kịch bản Czaszka Practice.[11]

## Tham Khảo
1. ↑  "Ghi chú tiểu sử trên trang cá nhân". Bản gốc lưu trữ ngày 15 tháng 3 năm 2012. Truy cập ngày 10 tháng 10 năm 2015.
2. ↑  Piotr Gadzinowski: Ở Hồng Kông: Hậu trường của Quốc hội Ba Lan. Warsaw: Buchmann. Nhóm xuất bản Foksal. 2015. tr. ISBN  978-83-280-1050-5. OCLC 904774216.
3. ↑  "Gadzinowski the new editor-in-chief of Dziennik Trybuna". Trybna.eu. tháng 2 năm 2017. Bản gốc lưu trữ ngày 12 tháng 2 năm 2017. Truy cập ngày 11 tháng 2 năm 2017. {{Chú thích web}}: Kiểm tra giá trị ngày tháng trong: |ngày truy cập= (trợ giúp)Quản lý CS1: bot: trạng thái URL ban đầu không rõ (liên kết)
4. ↑  "Former journalists of "Fakty i Mitów" create the weekly "Fakty po Mitach"". press.pl. ngày 11 tháng 9 năm 2020. Truy cập ngày 11 tháng 9 năm 2020.{{Chú thích web}}:  Quản lý CS1: năm (liên kết)
5. ↑  "Lewica24.pl". press.pl. ngày 10 tháng 3 năm 2012. Truy cập ngày 6 tháng 10 năm 2015.
6. ↑  "Piotr Gadzinowski trên trang web "People of Wprost"". Bản gốc lưu trữ ngày 14 tháng 7 năm 2012. Truy cập ngày 10 tháng 10 năm 2015.{{Chú thích web}}:  Quản lý CS1: bot: trạng thái URL ban đầu không rõ (liên kết)
7. ↑  "Các thành viên của nhiệm kỳ 3". rp.pl. Bản gốc lưu trữ ngày 14 tháng 6 năm 2008. Truy cập ngày 10 tháng 10 năm 2015.
8. ↑  "PMC - Bầu cử năm 2007". Truy cập ngày 10 tháng 10 năm 2015.
9. ↑  "Piotr Gadzinowski, phó chủ tịch hội đồng TVP". press.pl. ngày 3 tháng 5 năm 2008. Bản gốc lưu trữ ngày 11 tháng 9 năm 2012. Truy cập ngày 6 tháng 10 năm 2015.{{Chú thích web}}:  Quản lý CS1: bot: trạng thái URL ban đầu không rõ (liên kết)
10. ↑  "Huân chương Vì Văn hóa - Gloria Artis". mkidn.gov.pl. Bản gốc lưu trữ ngày 4 tháng 10 năm 2021. Truy cập ngày 2022–04–04.{{Chú thích web}}:  Quản lý CS1: bot: trạng thái URL ban đầu không rõ (liên kết) Quản lý CS1: định dạng ngày tháng (liên kết)
11. ↑  "Gặp gỡ Piotr Gadzinowski". lassalle.org.pl. ngày 8 tháng 2 năm 2015. Truy cập ngày 10 tháng 6 năm 2015.{{Chú thích web}}:  Quản lý CS1: năm (liên kết)